# 黑胸太阳鸟
黑胸太阳鸟（学名：Aethopyga saturata）为太阳鸟科太阳鸟属的鸟类。分布于自印度半岛东北部、至孟加拉、东抵中南半岛、印度以及中国大陆的西藏、云南、贵州、广西等地，一般生活于常绿阔叶林、沟谷林、混交林以及次生灌丛或茶园、田边树丛中。该物种的模式产地在尼泊尔。

## 亚种
- 黑胸太阳鸟滇西亚种（学名：Aethopyga saturata assamensis）。分布于孟加拉、印度、缅甸以及中国大陆的西藏、云南等地。该物种的模式产地在印度阿萨姆,限于萨地亚附近。[3]
- 黑胸太阳鸟西南亚种（学名：Aethopyga saturata petersi）。分布于缅甸、泰国、老挝、越南以及中国大陆的云南、贵州、广西等地。该物种的模式产地在越南北部PaKla,LaokayProv.。[4]
- 黑胸太阳鸟指名亚种（学名：Aethopyga saturata saturata）。分布于自印度向东至尼泊尔、不丹以及中国大陆的西藏等地。该物种的模式产地在尼泊尔。[5]